# Liste der Bodendenkmäler in Waltenhausen
Auf dieser Seite sind die Bodendenkmäler in der schwäbischen Gemeinde Waltenhausen zusammengestellt. Diese Tabelle ist eine Teilliste der Liste der Bodendenkmäler in Bayern. Grundlage ist die Bayerische Denkmalliste, die auf Basis des Bayerischen Denkmalschutzgesetzes vom 1. Oktober 1973 erstmals erstellt wurde und seither durch das Bayerische Landesamt für Denkmalpflege geführt wird. Die folgenden Angaben ersetzen nicht die rechtsverbindliche Auskunft der Denkmalschutzbehörde.

## Bodendenkmäler der Gemeinde Waltenhausen

### Bodendenkmäler in der Gemarkung Hairenbuch
| Lage                  | Objekt                       | Akten-Nr.     | Bild |
| --------------------- | ---------------------------- | ------------- | ---- |
| Hairenbuch (Standort) | Mittelalterlicher Burgstall. | D-7-7827-0023 |      |

### Bodendenkmäler in der Gemarkung Waltenhausen
| Lage                    | Objekt | Akten-Nr.     | Bild |
| ----------------------- | --- | ------------- | ---- |
| Waltenhausen (Standort) | Grabhügel der Hallstattzeit. | D-7-7728-0006 |      |
| Waltenhausen (Standort) | Viereckschanze der jüngeren Latènezeit. | D-7-7827-0022 |      |
| Waltenhausen (Standort) | Grabhügel vorgeschichtlicher Zeitstellung. | D-7-7828-0049 |      |
| Waltenhausen (Standort) | Ringwall des frühen Mittelalters. | D-7-7828-0050 |      |
| Waltenhausen (Standort) | Frühneuzeitlicher Pest- und Spitalfriedhof (Pfründner Friedhof). | D-7-7828-0051 |      |
| Waltenhausen (Standort) | Mittelalterliche und frühneuzeitliche Befunde im Bereich der Katholischen Pfarrkirche St. Georg in Waltenhausen und ihrer Vorgängerbauten.                            | D-7-7828-0071 |      |
| Waltenhausen (Standort) | Mittelalterliche und frühneuzeitliche Befunde im Bereich des ehemaligen Werdnau`schen Schlosses und späteren Pfründespitals mit abgegangener Kapelle in Waltenhausen. | D-7-7828-0072 |      |